# Club sportif La Sagesse (basket-ball)
 (septembre 2018).
Si vous disposez d'ouvrages ou d'articles de référence ou si vous connaissez des sites web de qualité traitant du thème abordé ici, merci de compléter l'article en donnant les références utiles à sa vérifiabilité et en les liant à la section « Notes et références ».
Maillots
Le Club Sagesse (ou Hekmeh حكمة) est la section basket-ball sur club omnisports libanais du CS Sagesse. La section est fondée en 1992 par Malak Ezzedine et basé à Beyrouth.
Le local du club se situe dans le quartier de Achrafieh à Beyrouth. Le club, ainsi que le collège de la Sagesse, appartiennent à l'archevêché maronite de Beyrouth. Cependant, le club est supporté par toutes les confessions et toutes les régions du Liban, allant même jusqu'en dehors de ses frontières.Il est de loin le club qui compte le plus de supporter au Liban voire du Moyen-Orient. Cette popularité existe grâce à ses multiples succès.[réf. nécessaire]

## Histoire

Ancien logo ?-2019

Ancien logo 2019-2024

Le Club Sagesse a été fondé en 1943. En 1944, l'équipe de football rentre en première division libanaise, mais est reléguée en deuxième division à la suite de problèmes avec la Fédération libanaise de football. En 1948, le club remporte la division et remonte en D1.
La section basket-ball du Club Sagesse a été créée après la guerre en 1992. L'équipe est devenue la représentante du Liban dans les différentes compétitions internationales de clubs. Jusqu'en 2006, Sagesse possédait dans son équipe le meilleur arrière d'Asie, le Libanais Fady El Khatib, qui a marqué 27 pts/match la saison 2005-2006. Les derbys opposants le club de Sagesse au Sporting sont toujours un grand moment au Liban.
En 1992, Antoine Choueiry est élu président de club, l'équipe du football remporte le championnat de 2e division et remonte en première Division, l'équipe de basket-ball est créée.
En 1996, Sagesse finit 2e de la Coupe Arabe des clubs champions de basket-ball.
En 1998, Sagesse est sacré champion du Liban de Basketball, le club remporte également la Coupe arabe des clubs champions disputée à Beyrouth. Le basketball commence à attirer un grand nombre de Libanais.
Mais c'est en 1999 que grâce à l'équipe Sagesse, le Liban va connaître la gloire dans le basket-ball. En effet, Sagesse remporte une seconde fois le Coupe arabe des clubs champions, et gagne aussi la Coupe d'Asie des clubs champions. C'est une première pour un club libanais, et pour un club arabe, et devient la première équipe de basket-ball arabe et/ou asiatique qui sera invitée à la coupe mondiale des clubs de basket « Mcdonald's ». Le basket devient par la suite le sport préféré des Libanais.
En 2000, Sagesse remporte une deuxième fois la coupe d'Asie.
En 2004, Sagesse gagne pour la 3e fois la coupe d'Asie.
En été 2004, après la démission du président Antoine Choueiry, un nouveau conseil d'administration est élu en octobre, et le juge Joseph Freiha devient le nouveau président de club. Un nouveau comité directeur est créé sous la présidence de Henry Chalhoub.
Le 19 février 2006, un nouveau conseil d'administration a été élu lors de l'assemblée générale du club. Henry Chalhoub est élu président du club.
À l'issue de la saison 2005/2006, l'équipe de football est remontée à la première division libanaise. L'équipe a aussi atteint la finale de la coupe du Liban cette saison, perdue contre Al Ansar. Le club de basketball, lui, remporte le championnat libanais.
Entre 2007 et 2011, le club de basketball accomplit de multiples saisons sans titres. En 2013, il termine demi-finaliste avant l'arrêt de la compétition. Avant le début de la saison 2013/2014, de nombreuses querelles se passent dans le conseil d'administration qui se termine par l'élection d'un nouveau président.

## Entraîneurs
- ? :  Ghassan Sarkis
- ? :  Guillermo Vecchio
- ? :  Tim Darling
- ? :  Alen Abaz
- ? :  Fouad Abou Chacra
- 2003-2004 :  Ilías Zoúros
- 2005 :  Dragan Raca
- 2008-2009 :  Veselin Matić
- 2010-2012 : / Tab Baldwin

## Palmarès
| National | International | Tournois amicaux |
| --- | --- | --- |
| - Championnat du Liban (8) - Champion : 1994, 1998, 1999, 2000, 2001, 2002, 2003, 2004 - Finaliste : 2005, 2006, 2014, 2016, 2024, 2025 - Coupe du Liban (6) - Vainqueur : 1994, 1999, 2000, 2001, 2002, 2003 - Finaliste : 2010 | - Coupe arabe des clubs champions (2) : - Vainqueur : 1998, 1999 - Finaliste : 1996, 2008, 2009 - Troisième : 2008 - Coupe d'Asie des clubs champions (3) : - Vainqueur : 1999, 2000, 2004 - Troisième : 2000 - Coupe d'Asie de l'Ouest des clubs champions (3) : - Vainqueur : 2002, 2004, 2005 - Ligue d'Asie de l'Ouest (0) : - Troisième : 2024, 2025 - Super Ligue d'Asie de l'Ouest (0) : - Finaliste : 2024 - Troisième : 2025 | - Tournoi international Damas (1) : - Vainqueur : 2001 - Tournoi international de Dubaï (2) : - Vainqueur : 2002, 2016 - Tournoi international d’Qadisiya (1) : - Vainqueur : 2014 - Tournoi international d’Abou Dabi (1) : - Vainqueur : 2014 - Tournoi international de Doha (1) : - Vainqueur : 2022 |

## Anciens joueurs
- Fady El Khatib
- Kenny Adeleke
- Rodrigue Akl
- Brian Beshara
- Rony Fahed
- Ali Fakhreddine
- Matt Freije
- Ater Majok
- Sabah Khoury
- Elie Mechantaf
- Ghaleb Rida
- Elie Rustom
- Roy Samaha
- Elie Stephan
- Hussein Tawbe
- Joseph Vogel
- Cliff Alexander
- Zach Andrews
- Willie Burton
- Steve Burtt
- Eric Chatfield
- Randy Culpepper
- Ramel Curry
- Dion Dixon
- Quincy Douby
- Sekou Doumbouya
- Cleanthony Early
- Mouhammad Faye
- Sherell Ford
- Jonathan Gibson
- Aaron Harper
- Brandon Heath
- Cedric Henderson
- Walter Hodge
- Ekene Ibekwe
- Pierre Jackson
- DerMarr Johnson
- Ivan Johnson
- Nate Johnson
- Jumaine Jones
- Cady Lalanne
- Zach Lofton
- Zeke Marshall
- Amal McCaskill
- Stefan Moody
- Shabazz Muhammad
- Norman Nolan
- Johnny O'Bryant III
- Tariq Owens
- Desmond Penigar
- Oleksiy Petcherov
- Peter John Ramos
- Rayvonte Rice
- Ryan Richards
- Kerwin Roach
- Marc Salyers
- Kenny Satterfield
- DeShawn Sims
- Radhouane Slimane
- Dewarick Spencer
- Joe Stephens
- Malcolm Thomas
- Hervé Touré
- Ratko Varda
- Samaki Walker
- Darryl Watkins
- Booker Woodfox
- Rasheim Wright